# Brian Span
Brian "Cobi" Span, född 23 februari 1992 i Somers i New York, är en amerikansk före detta fotbollsspelare (mittfältare). Han spelade under sin karriär bland annat för Djurgårdens IF och FC Dallas. 

## Karriär
Span gjorde sin A-lagsdebut för Djurgårdens IF 20 maj 2012. Han kom in i den 65:e minuten efter ett byte med Ricardo Santos och spelade resten av matchen. 3 dagar senare gjorde han även sitt första mål i A-laget i matchen mot Helsingborgs IF. Strax innan slutet av Allsvenskan 2013 meddelade Djurgården att man inte förlängde med Span. Totalt blev det 14 matcher med 1 mål på 2 säsonger i Allsvenskan för Span.
Den 15 februari 2015 blev Brian Span klar för 1 år med finska klubben IFK Mariehamn. Kontraktet förlängdes sedan med ett år. Därefter förlängdes kontraktet även över säsongen 2017.
I januari 2018 värvades Span av division 1-klubben Västerås SK, där han skrev på ett treårskontrakt. Den 28 november 2019 skrev han på ett nytt kontrakt fram över säsongen 2021. Efter säsongen 2021 fick Span inte förlängt kontrakt i Västerås SK och lämnade klubben.
I mars 2022 värvades Span av IFK Haninge.

## Karriärstatistik
| Klubb              | Säsong             | Liga               | Liga    | Liga | Nationell cup | Nationell cup | Internationell cup | Internationell cup | Totalt  | Totalt |
| Klubb              | Säsong             | Division           | Matcher | Mål  | Matcher       | Mål           | Matcher            | Mål                | Matcher | Mål    |
| ------------------ | ------------------ | ------------------ | ------- | ---- | ------------- | ------------- | ------------------ | ------------------ | ------- | ------ |
| Djurgårdens IF     | 2012               | Allsvenskan        | 9       | 1    | 0             | 0             | —                  | —                  | 9       | 1      |
| Djurgårdens IF     | 2013               | Allsvenskan        | 5       | 0    | 5             | 0             | —                  | —                  | 10      | 0      |
| Djurgårdens IF     | Totalt             | Totalt             | 14      | 1    | 5             | 0             | —                  | —                  | 19      | 1      |
| FC Dallas          | 2014               | MLS                | 0       | 0    | 0             | 0             | —                  | —                  | 0       | 0      |
| Orlando City (lån) | 2014               | USL                | 20      | 3    | 0             | 0             | —                  | —                  | 20      | 3      |
| IFK Mariehamn      | 2015               | Tipsligan          | 33      | 3    | 5             | 3             | —                  | —                  | 38      | 6      |
| IFK Mariehamn      | 2016               | Tipsligan          | 31      | 2    | 6             | 0             | 2                  | 0                  | 39      | 2      |
| IFK Mariehamn      | 2017               | Tipsligan          | 32      | 5    | 6             | 1             | 2                  | 0                  | 40      | 6      |
| IFK Mariehamn      | Totalt             | Totalt             | 96      | 10   | 17            | 4             | 4                  | 0                  | 117     | 14     |
| Västerås SK        | 2018               | Division 1 Norra   | 23      | 3    | 1             | 0             | —                  | —                  | 24      | 3      |
| Västerås SK        | 2019               | Superettan         | 29      | 3    | 1             | 0             | —                  | —                  | 30      | 3      |
| Västerås SK        | 2020               | Superettan         | 28      | 3    | 1             | 0             | —                  | —                  | 29      | 3      |
| Västerås SK        | 2021               | Superettan         | 16      | 1    | 4             | 1             | —                  | —                  | 20      | 2      |
| Västerås SK        | Totalt             | Totalt             | 96      | 10   | 7             | 1             | —                  | —                  | 103     | 11     |
| IFK Haninge        | 2022               | Ettan Norra        | 25      | 8    | 2             | 1             | —                  | —                  | 27      | 9      |
| Totalt i karriären | Totalt i karriären | Totalt i karriären | 251     | 32   | 31            | 6             | 4                  | 0                  | 286     | 38     |

1. ↑  Matcher i Svenska cupen 2012/2013.
2. ↑  Fyra matcher i Finlands cup och en match i Finska Ligacupen.
3. ↑  En match i Finlands cup och fem matcher i Finska Ligacupen.
4. ↑  Matcher i Europa League 2016/2017.
5. ↑  Matcher i Finlands cup.
6. ↑  Matcher i Champions League 2017/2018.
7. ↑  Match i Svenska cupen 2018/2019.